# Allouagne
Allouagne est une commune française située dans le département du Pas-de-Calais en région Hauts-de-France. Ses habitants sont appelés les Allouagnais.
La commune fait partie de la communauté d'agglomération de Béthune-Bruay, Artois-Lys Romane qui regroupe 100 communes et compte 275 327 habitants en 2021.

## Géographie

### Localisation
Localisée dans le centre-est du département du Pas-de-Calais, Allouagne est une commune située, à vol d'oiseau, à 9 km à l'ouest de la commune de Béthune (chef-lieu d'arrondissement).
Le territoire de la commune est limitrophe de ceux de sept communes.
Les communes limitrophes sont Lillers, Lozinghem, Lapugnoy, Auchel, Burbure, Chocques et Gonnehem.

### Géologie et relief
La superficie de la commune est de 7,81 km2 ; son altitude varie de 20  à   100 mètres.

### Hydrographie
Le territoire de la commune, situé dans le bassin Artois-Picardie, est drainé par quatre cours d'eau : le ruisseau la Busnettes, cours d'eau naturel de 8,34 km, qui prend sa source dans la commune et se jette dans le Grand Nocq au niveau de la commune de Gonnehem, le Taillis, la Busnettes et la Vasserie.

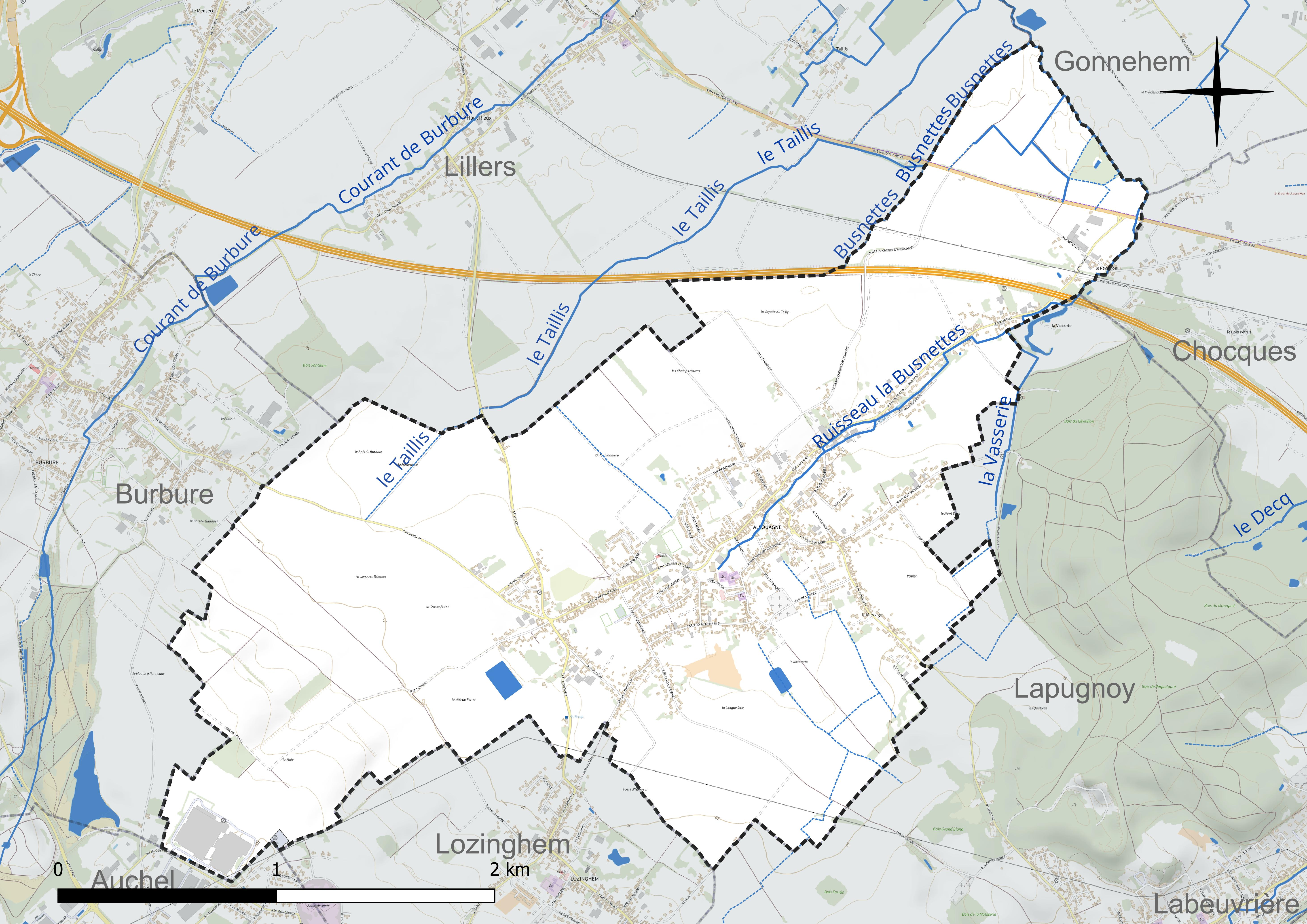
Réseau hydrographique d'Allouagne.

### Climat
Pour des articles plus généraux, voir Climat des Hauts-de-France et Climat du Pas-de-Calais.
En 2010, le climat de la commune est de type climat océanique dégradé des plaines du Centre et du Nord, selon une étude du CNRS s'appuyant sur une série de données couvrant la période 1971-2000. En 2020, Météo-France publie une typologie des climats de la France métropolitaine dans laquelle la commune est exposée à un climat océanique et est dans la région climatique Côtes de la Manche orientale, caractérisée par un faible ensoleillement (1 550 h/an) ; forte humidité de l’air (plus de 20 h/jour avec humidité relative > 80 % en hiver), vents forts fréquents.
Pour la période 1971-2000, la température annuelle moyenne est de 10,4 °C, avec une amplitude thermique annuelle de 13,7 °C. Le cumul annuel moyen de précipitations est de 789 mm, avec 12,5 jours de précipitations en janvier et 8,4 jours en juillet. Pour la période 1991-2020, la température moyenne annuelle observée sur la station météorologique la plus proche, située sur la commune de Lillers à 4 km à vol d'oiseau, est de 11,1 °C et le cumul annuel moyen de précipitations est de 731,5 mm,. Pour l'avenir, les paramètres climatiques de la commune estimés pour 2050 selon différents scénarios d'émission de gaz à effet de serre sont consultables sur un site dédié publié par Météo-France en novembre 2022.
| Mois                                  | jan.           | fév.           | mars           | avril         | mai         | juin          | jui.        | août          | sep.          | oct.          | nov.          | déc.           | année      |
| ------------------------------------- | -------------- | -------------- | -------------- | ------------- | ----------- | ------------- | ----------- | ------------- | ------------- | ------------- | ------------- | -------------- | ---------- |
| Température minimale moyenne (°C)     | 2,2            | 1,8            | 3,1            | 4,8           | 8,1         | 11            | 12,8        | 12,9          | 10,3          | 8,3           | 5,4           | 2,9            | 7          |
| Température moyenne (°C)              | 4,7            | 4,8            | 7,2            | 10,2          | 13,1        | 16,1          | 18,2        | 18,2          | 15,5          | 12,1          | 8,2           | 5,4            | 11,1       |
| Température maximale moyenne (°C)     | 7,2            | 7,8            | 11,3           | 15,7          | 18,2        | 21,3          | 23,6        | 23,4          | 20,7          | 15,9          | 11            | 7,8            | 15,3       |
| Record de froid (°C) date du record   | −14,5 25.01.13 | −16,3 04.02.12 | −10,3 13.03.13 | −5,4 08.04.03 | −1 14.05.10 | 1,9 01.06.11  | 4 03.07.11  | 5,4 31.08.11  | 0,6 30.09.18  | −4,5 28.10.03 | −5,3 30.11.16 | −11,3 18.12.10 | −16,3 2012 |
| Record de chaleur (°C) date du record | 15,9 01.01.22  | 18,8 24.02.21  | 24,8 31.03.21  | 27,3 20.04.18 | 32 27.05.05 | 34,1 29.06.19 | 41 25.07.19 | 37,5 06.08.03 | 34,3 09.09.23 | 29 01.10.11   | 20,7 07.11.15 | 16,5 30.12.22  | 41 2019    |
| Précipitations (mm)                   | 60,2           | 51,3           | 46,5           | 44,1          | 57,5        | 60            | 65,4        | 69,6          | 59,6          | 67,3          | 73,6          | 76,4           | 731,5      |

### Milieux naturels et biodiversité

#### Zone naturelle d'intérêt écologique, faunistique et floristique
L’inventaire des zones naturelles d'intérêt écologique, faunistique et floristique (ZNIEFF) a pour objectif de réaliser une couverture des zones les plus intéressantes sur le plan écologique, essentiellement dans la perspective d’améliorer la connaissance du patrimoine naturel national et de fournir aux différents décideurs un outil d’aide à la prise en compte de l’environnement dans l’aménagement du territoire.
Le territoire communal comprend une ZNIEFF de type 1 : le bois de Lapugnoy. Cette ZNIEFF est un ensemble boisé sur une butte sablo-argileuse du Tertiaire.

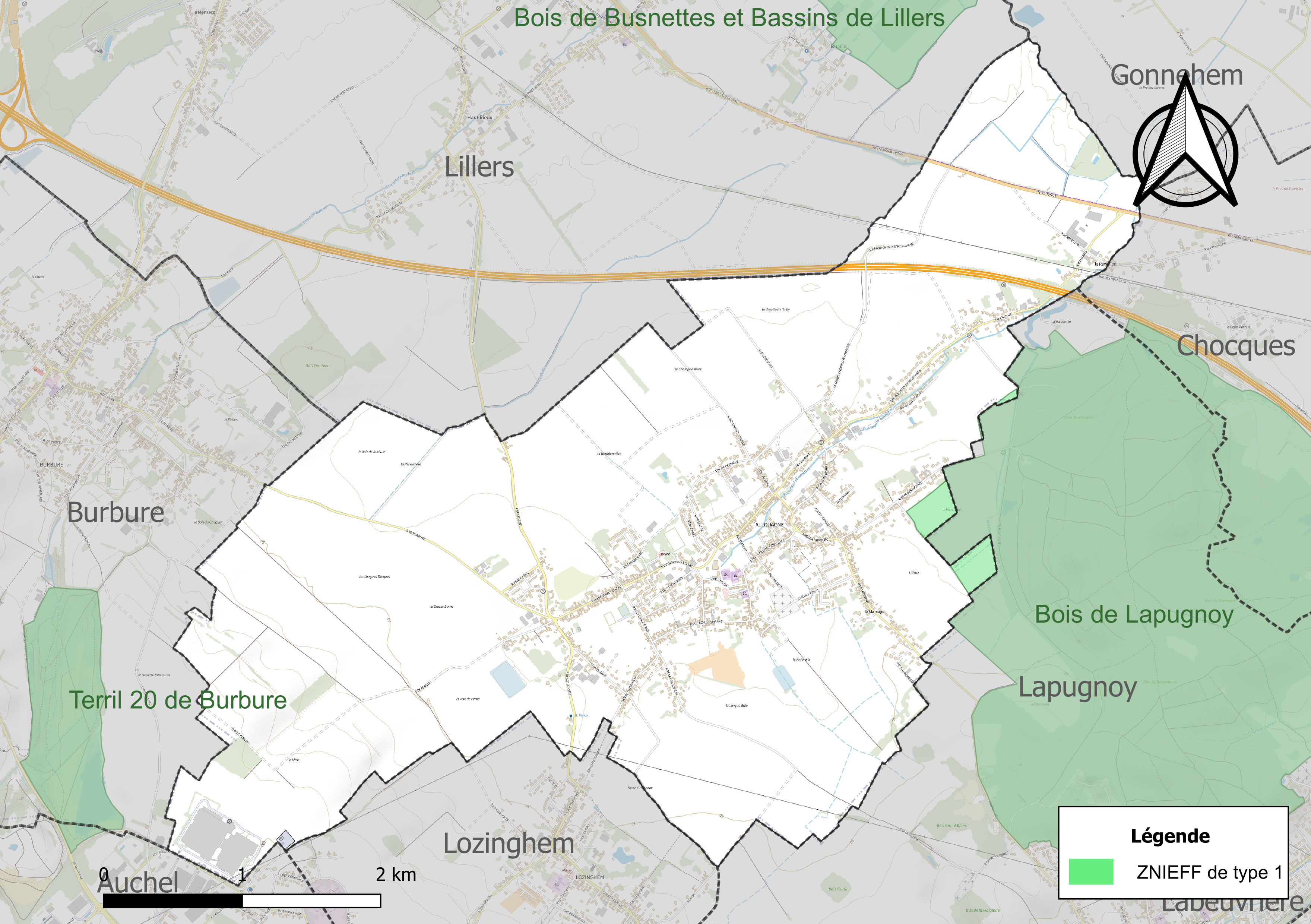
Carte de la ZNIEFF sur la commune.

## Urbanisme

### Typologie
Au 1er janvier 2024, Allouagne est catégorisée ceinture urbaine, selon la nouvelle grille communale de densité à sept niveaux définie par l'Insee en 2022.
Elle appartient à l'unité urbaine de Béthune, une agglomération inter-départementale regroupant 94  communes, dont elle est une commune de la banlieue,,. Par ailleurs la commune fait partie de l'aire d'attraction de Béthune, dont elle est une commune de la couronne,. Cette aire, qui regroupe 23 communes, est catégorisée dans les aires de 50 000 à moins de 200 000 habitants,.

### Occupation des sols
L'occupation des sols de la commune, telle qu'elle ressort de la base de données européenne d’occupation biophysique des sols Corine Land Cover (CLC), est marquée par l'importance des territoires agricoles (77,9 % en 2018), une proportion sensiblement équivalente à celle de 1990 (78,7 %). La répartition détaillée en 2018 est la suivante : 
terres arables (77,9 %), zones urbanisées (21 %), zones industrielles ou commerciales et réseaux de communication (1,1 %). L'évolution de l’occupation des sols de la commune et de ses infrastructures peut être observée sur les différentes représentations cartographiques du territoire : la carte de Cassini (XVIIIe siècle), la carte d'état-major (1820-1866) et les cartes ou photos aériennes de l'IGN pour la période actuelle (1950 à aujourd'hui).

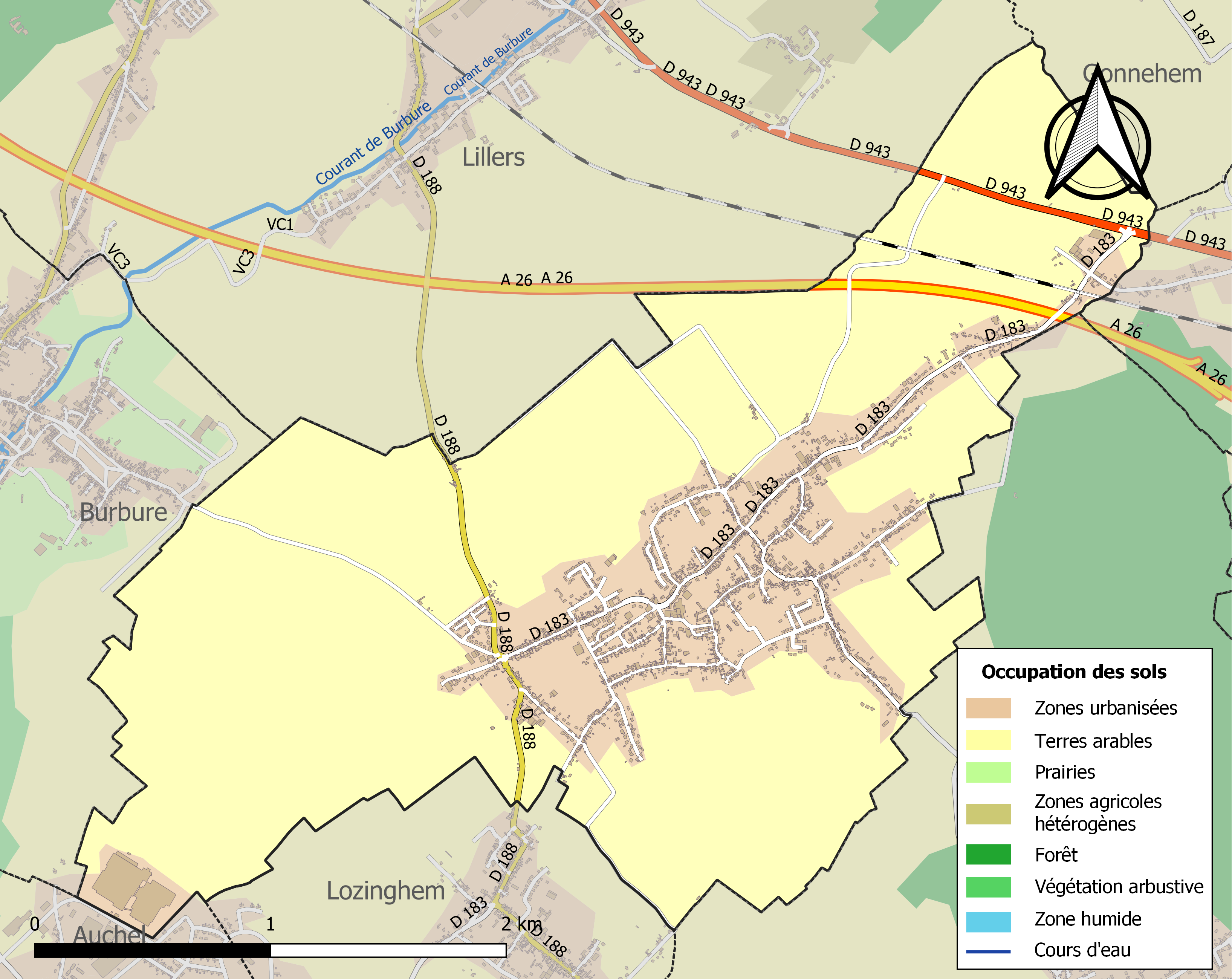
Carte des infrastructures et de l'occupation des sols de la commune en 2018 (CLC).

### Voies de communication et transports
La commune est traversée, dans sa partie nord, par l'autoroute A 26, la route départementale 943 et la voie ferrée de la ligne d'Arras à Dunkerque-Locale.

## Toponymie
D'un nom de personne germanique Aslannus + -ia.

silva Aslonias (vers 1000), Allouagnes (1801).

## Histoire
Allouagne était avant la Révolution française, le siège d'une seigneurie, détenue notamment par des membres de la famille d'Assignies.

## Politique et administration

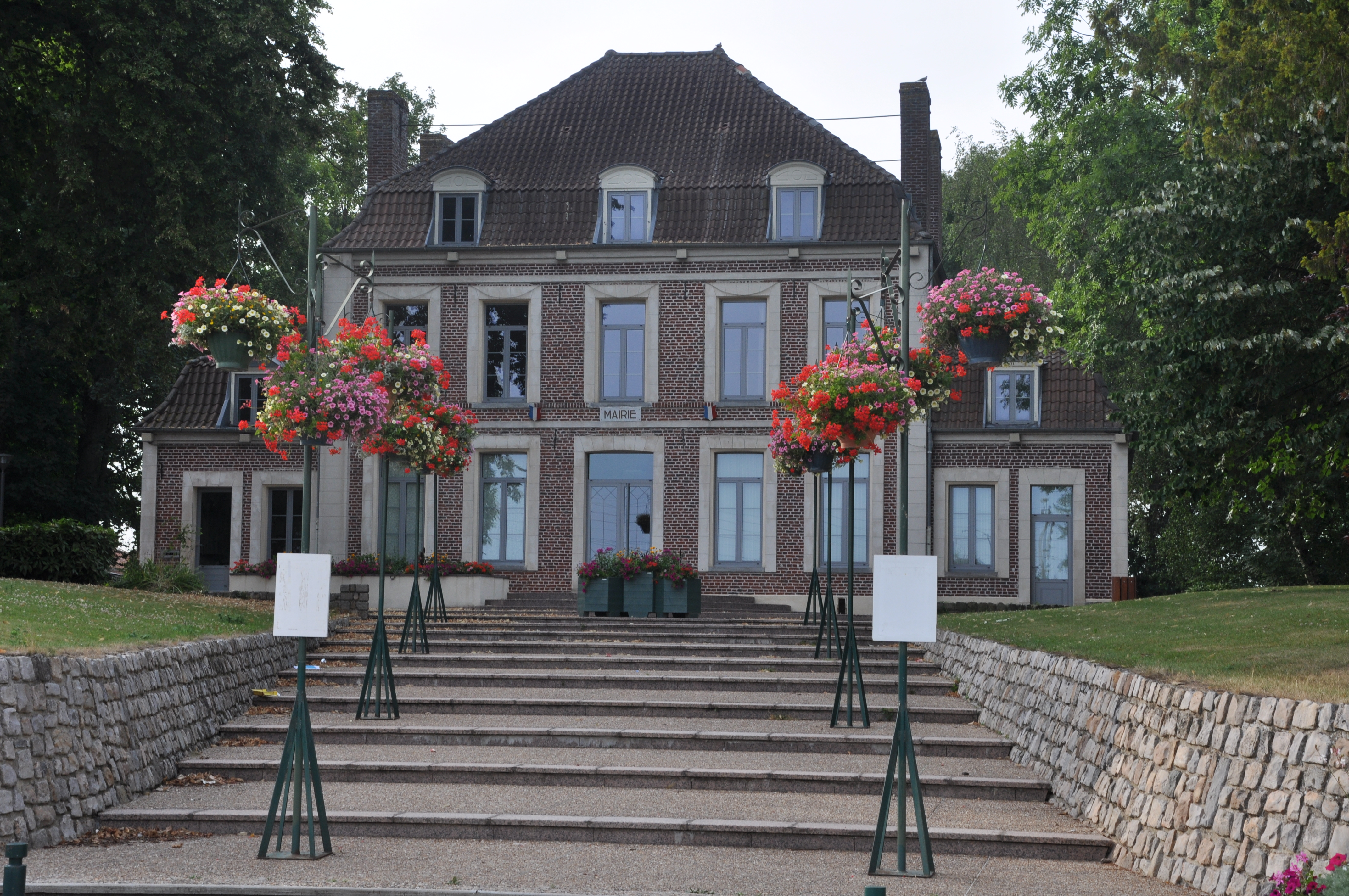
L'actuelle mairie, appelé château d'Alincourt.

### Découpage territorial
La commune se trouve dans l'arrondissement de Béthune du département du Pas-de-Calais.

#### Commune et intercommunalités
La commune est membre de la communauté d'agglomération de Béthune-Bruay, Artois-Lys Romane.

#### Circonscriptions administratives
La commune est rattachée au canton de Lillers.

#### Circonscriptions électorales
Pour l'élection des députés, la commune fait partie de la neuvième circonscription du Pas-de-Calais.

### Élections municipales et communautaires

#### Liste des maires
| Période                                  | Période                       | Identité               | Étiquette    | Qualité                                                    |
| ---------------------------------------- | ----------------------------- | ---------------------- | ------------ | ---------------------------------------------------------- |
| Les données manquantes sont à compléter. |                               |                        |              |                                                            |
| 1821                                     | 1830                          | Casimir de l'Orne      |              |                                                            |
| 1830                                     | 1831                          | Joseph Berthier        |              |                                                            |
| 1831                                     | 1837                          | Jean Baptiste Delerue  |              |                                                            |
| 1837                                     | 1845                          | Jean Baptiste Poitevin |              |                                                            |
| 1845                                     | 1848                          | Antoine Saison         |              |                                                            |
| 1848                                     | 1857                          | Charles Joseph Delerue |              |                                                            |
| 1857                                     | 1865                          | Fortuné Poitevin       |              |                                                            |
| 1865                                     | 1870                          | Edmond d'Alincourt     |              |                                                            |
| 1870                                     | 1884                          | Fortuné Poitevin       |              |                                                            |
| 1884                                     | 1892                          | Léandre Penet          |              |                                                            |
| 1892                                     | 1912                          | Émile Duquesne         |              |                                                            |
| 1912                                     | 1916                          | François Bailly        |              |                                                            |
| 1919                                     | 1925                          | Georges Richard        |              |                                                            |
| 1925                                     | 1929                          | Louis Duhamel          |              |                                                            |
| 1929                                     | 1935                          | Paul Duquesne          |              |                                                            |
| 1935                                     | 1937                          | Pierre Joseph Lecocq   |              |                                                            |
| 1937                                     | 1941                          | Benoît Brévart         |              |                                                            |
| 1941                                     | 1941                          | Edmond Vasseur         |              |                                                            |
| 1944                                     | 1944                          | Jules Libessart        |              |                                                            |
| 1944                                     | 1945                          | Pfeiffer Hirsch        |              |                                                            |
| 1945                                     | 1945                          | Edmond Vasseur         |              |                                                            |
| 1945                                     | 1947                          | Louis Ponchant         |              |                                                            |
| octobre 1947                             | mai 1953                      | Benoît Brévart         |              |                                                            |
| mai 1953                                 | mars 1959                     | Georges Richard        | SFIO         |                                                            |
| mars 1959                                | mars 1965                     | Paul Fontaine          |              |                                                            |
| mars 1965                                | mars 1983                     | Jean-Michel Hourez     | SFIO puis PS | Professeur de collège                                      |
| mars 1983                                | mars 2001                     | Bernard Brévart        | PS           | Commerçant                                                 |
| mars 2001                                | avril 2014                    | Daniel Rougé           | PCF          | Traducteur                                                 |
| avril 2014                               | En cours (au 30 janvier 2022) | André Hennebelle       | SE           | Chef d'entreprise retraité, Réélu pour le mandat 2020-2026 |

### Jumelages
| Ville | Ville       | Pays | Pays      | Période     |
| ----- | ----------- | ---- | --------- | ----------- |
|       | Ergste (en) |      | Allemagne | depuis 1974 |

## Équipements et services publics

### Justice, sécurité, secours et défense
La commune dépend du tribunal judiciaire de Béthune, du conseil de prud'hommes de Béthune, de la cour d'appel de Douai, du tribunal de commerce d'Arras, du tribunal administratif de Lille, de la cour administrative d'appel de Douai et du tribunal pour enfants de Béthune.

## Population et société

### Démographie
Ses habitants sont appelés les Allouagnais.

#### Évolution démographique
L'évolution du nombre d'habitants est connue à travers les recensements de la population effectués dans la commune depuis 1793. Pour les communes de moins de 10 000 habitants, une enquête de recensement portant sur toute la population est réalisée tous les cinq ans, les populations de référence des années intermédiaires étant quant à elles estimées par interpolation ou extrapolation. Pour la commune, le premier recensement exhaustif entrant dans le cadre du nouveau dispositif a été réalisé en 2007.

En 2022, la commune comptait 2 837 habitants, en évolution de −3,47 % par rapport à 2016 (Pas-de-Calais : −0,72 %, France hors Mayotte : +2,11 %).
| 1793 | 1800 | 1806 | 1821  | 1831  | 1836  | 1841  | 1846  | 1851  |
| ---- | ---- | ---- | ----- | ----- | ----- | ----- | ----- | ----- |
| 852  | 840  | 966  | 1 055 | 1 111 | 1 101 | 1 099 | 1 138 | 1 116 |

| 1856  | 1861  | 1866  | 1872  | 1876  | 1881  | 1886  | 1891  | 1896  |
| ----- | ----- | ----- | ----- | ----- | ----- | ----- | ----- | ----- |
| 1 111 | 1 194 | 1 333 | 1 448 | 1 583 | 1 640 | 1 685 | 1 704 | 1 931 |

| 1901  | 1906  | 1911  | 1921  | 1926  | 1931  | 1936  | 1946  | 1954  |
| ----- | ----- | ----- | ----- | ----- | ----- | ----- | ----- | ----- |
| 2 174 | 2 523 | 2 641 | 2 799 | 2 639 | 2 641 | 2 625 | 2 714 | 2 800 |

| 1962  | 1968  | 1975  | 1982  | 1990  | 1999  | 2006  | 2007  | 2012  |
| ----- | ----- | ----- | ----- | ----- | ----- | ----- | ----- | ----- |
| 3 133 | 2 918 | 2 964 | 2 970 | 3 055 | 3 055 | 3 057 | 3 057 | 3 008 |

| 2017  | 2022  | - | - | - | - | - | - | - |
| ----- | ----- | - | - | - | - | - | - | - |
| 2 925 | 2 837 | - | - | - | - | - | - | - |

#### Pyramide des âges
En 2018, le taux de personnes d'un âge inférieur à 30 ans s'élève à 33,7 %, soit en dessous de la moyenne départementale (36,7 %). À l'inverse, le taux de personnes d'âge supérieur à 60 ans est de 26,0 % la même année, alors qu'il est de 24,9 % au niveau départemental.
En 2018, la commune comptait 1 415 hommes pour 1 491 femmes, soit un taux de 51,31 % de femmes, légèrement inférieur au taux départemental (51,5 %).
Les pyramides des âges de la commune et du département s'établissent comme suit.
| Hommes | Classe d’âge | Femmes |
| ------ | ------------ | ------ |
| 0,5    | 90 ou +      | 1,1    |
| 5,7    | 75-89 ans    | 10,5   |
| 17,3   | 60-74 ans    | 16,7   |
| 22,4   | 45-59 ans    | 20,5   |
| 19,0   | 30-44 ans    | 18,8   |
| 16,2   | 15-29 ans    | 14,9   |
| 18,8   | 0-14 ans     | 17,5   |

| Hommes | Classe d’âge | Femmes |
| ------ | ------------ | ------ |
| 0,5    | 90 ou +      | 1,6    |
| 5,6    | 75-89 ans    | 8,9    |
| 16,7   | 60-74 ans    | 18,1   |
| 20,2   | 45-59 ans    | 19,2   |
| 18,9   | 30-44 ans    | 18,1   |
| 18,2   | 15-29 ans    | 16,2   |
| 19,9   | 0-14 ans     | 17,9   |

### Sports et loisirs
Dans la commune, on trouve de nombreux kilomètres de chemins balisés, appréciés et repris dans les rallyes pédestres :
- le sentier du moulin à Pano (à panneaux), autour de l'ancien moulin à vent de Burbure, dont la mention est faite dans les albums de Croÿ.
- la via Francigena, itinéraire pédestre et cyclable (EuroVelo 5).

## Économie

### Revenus de la population et fiscalité
En 2019, dans la commune, la part des ménages fiscaux imposés est de 55 % (57,6 % en France métropolitaine). Il y a 1914 ménages fiscaux qui comprennent 2939 personnes pour un revenu médian disponible par unité de consommation de 20 660 euros, soit supérieur au revenu de la France métropolitaine qui est de 21 930 euros,.

## Culture locale et patrimoine

### Lieux et monuments
- L'église Saint-Léger, garde un reliquaire contenant un éclat de la pierre tombale de Lazare, sur laquelle Jésus pleura. Cette relique fut rapportée par Godefroy de Bouillon, de retour de croisade, à sa nourrice. Durant des siècles la paroisse organisa chaque année la neuvaine à la Sainte-Larme qui est, aujourd'hui, quelque peu tombée en désuétude. À la fin du XIXe siècle, la commune fait appel à Louis Marie Cordonnier afin de restaurer l'église. Les travaux, achevés en 1892, lui donnent son cachet actuel[36].
- L'actuelle mairie, dit château d'Alincourt, ancienne demeure de la famille Delorne d'Alincourt, dont deux membres ont été maires du village.
- Le monument aux morts[37].

### L'ancienne brasserie des Houillères
Cette brasserie, aujourd'hui désaffectée, a été construite en 1929. Parmi les bières fabriquées, il y eut la bock des Houillères, la DUVA (Duquesne-Vandermersh) et la fameuse Spéciale 60.
Propriétaire de la famille Duquesne essentiellement, la brasserie est dirigée successivement par Émile Duquesne, qui fut maire d'Allouagne, puis son fils Paul Duquesne, puis ses petits-fils Pierre, Alphonse et Émile ainsi que leur cousin Alphonse Vandermersh et cela jusque dans les années 1970. Leurs camions approvisionnaient les cafés ainsi que des particuliers de la région.
Le maître-brasseur fut pendant plus de 40 ans Charles Deprez, assisté notamment par Georges Devos qui lui succéda à la fin des années 1960.
Les parents de Charles Deprez tenaient le Café du Centre  qui se trouvait à l'angle de la rue Paul-Vaillant-Couturier et la rue du Cimetière, face à l'ancienne salle des fêtes, et qui proposait toutes les boissons fabriquées et proposées par la brasserie.
Charles Deprez, grâce à sa réputation, a pu accueillir en stage entre autres Patrice Motte, le fils des propriétaires de la fameuse brasserie Motte-Cordonnier, et le petit-fils du général de Castelnau.
Le fils de Monsieur Alphonse (Vandermersh) a édité une brochure sur les brasseries d'Allouagne, dans laquelle il raconte aussi en partie l'histoire de la brasserie Brévart, de taille plus modeste. Deux des patrons de la brasserie Brévart ont été maires d'Allouagne, Benoît, le père et Bernard, le fils.

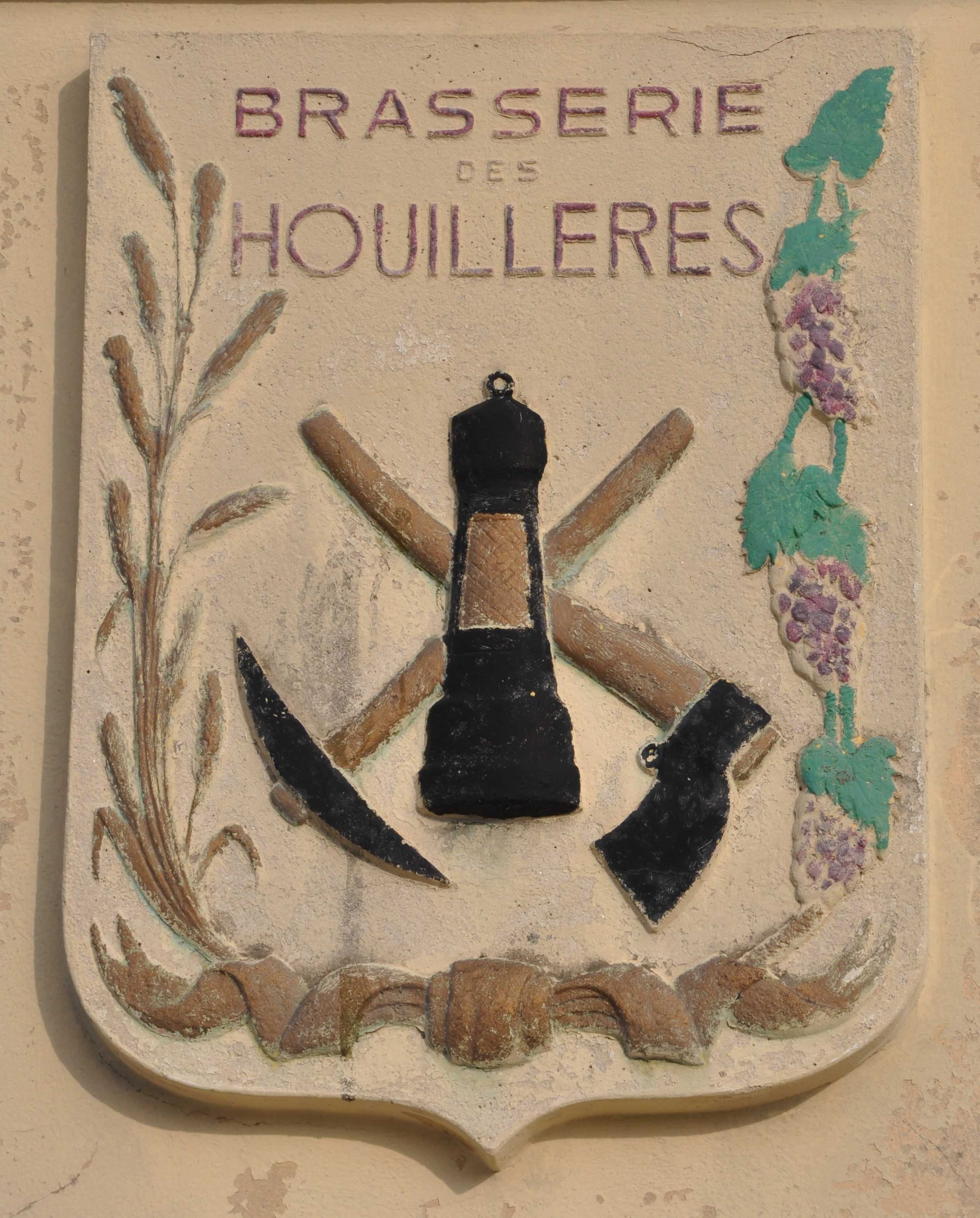
Vestige de la brasserie, blason sis sur le mur d'enceinte.
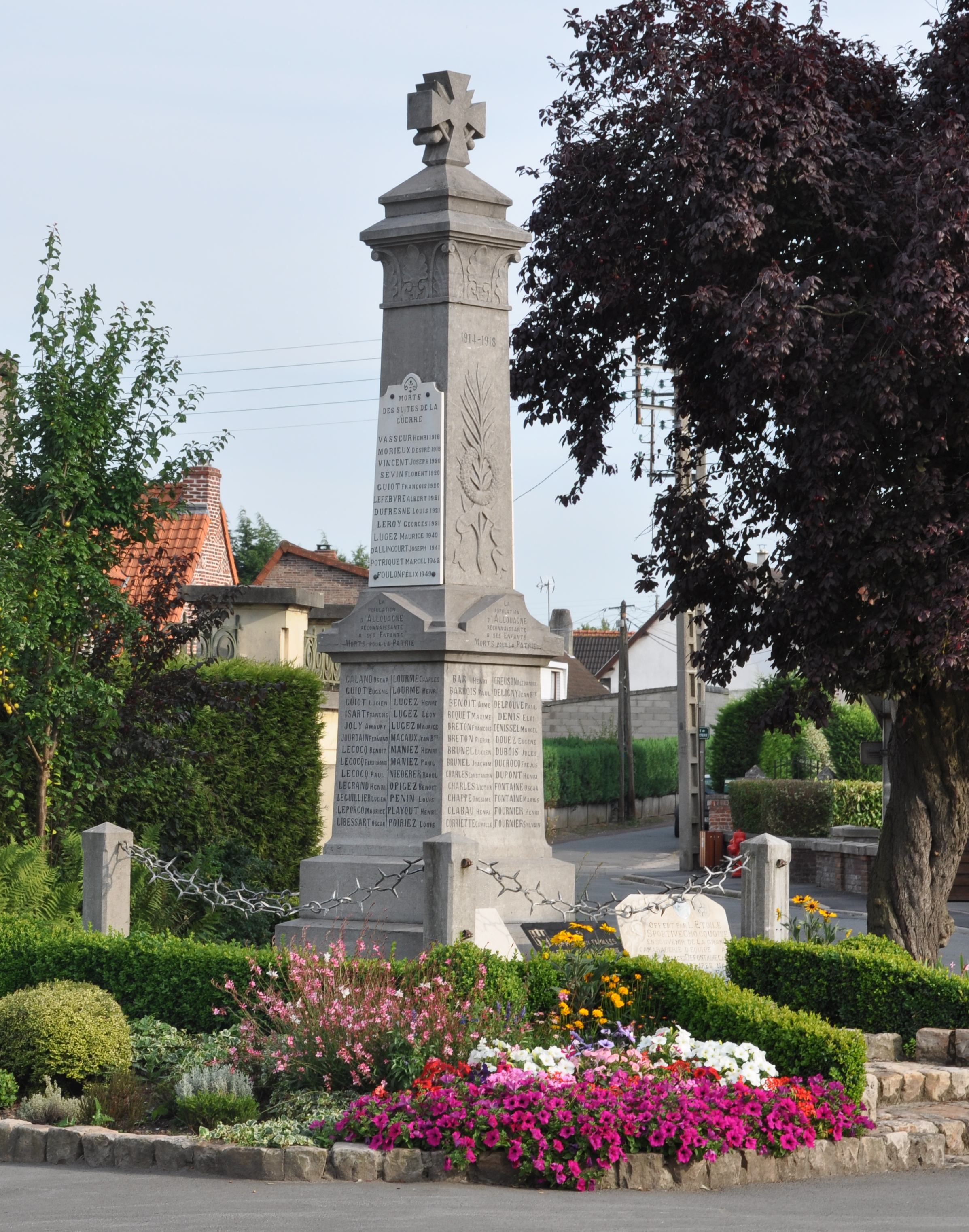
Monument aux morts d'Allouagne.
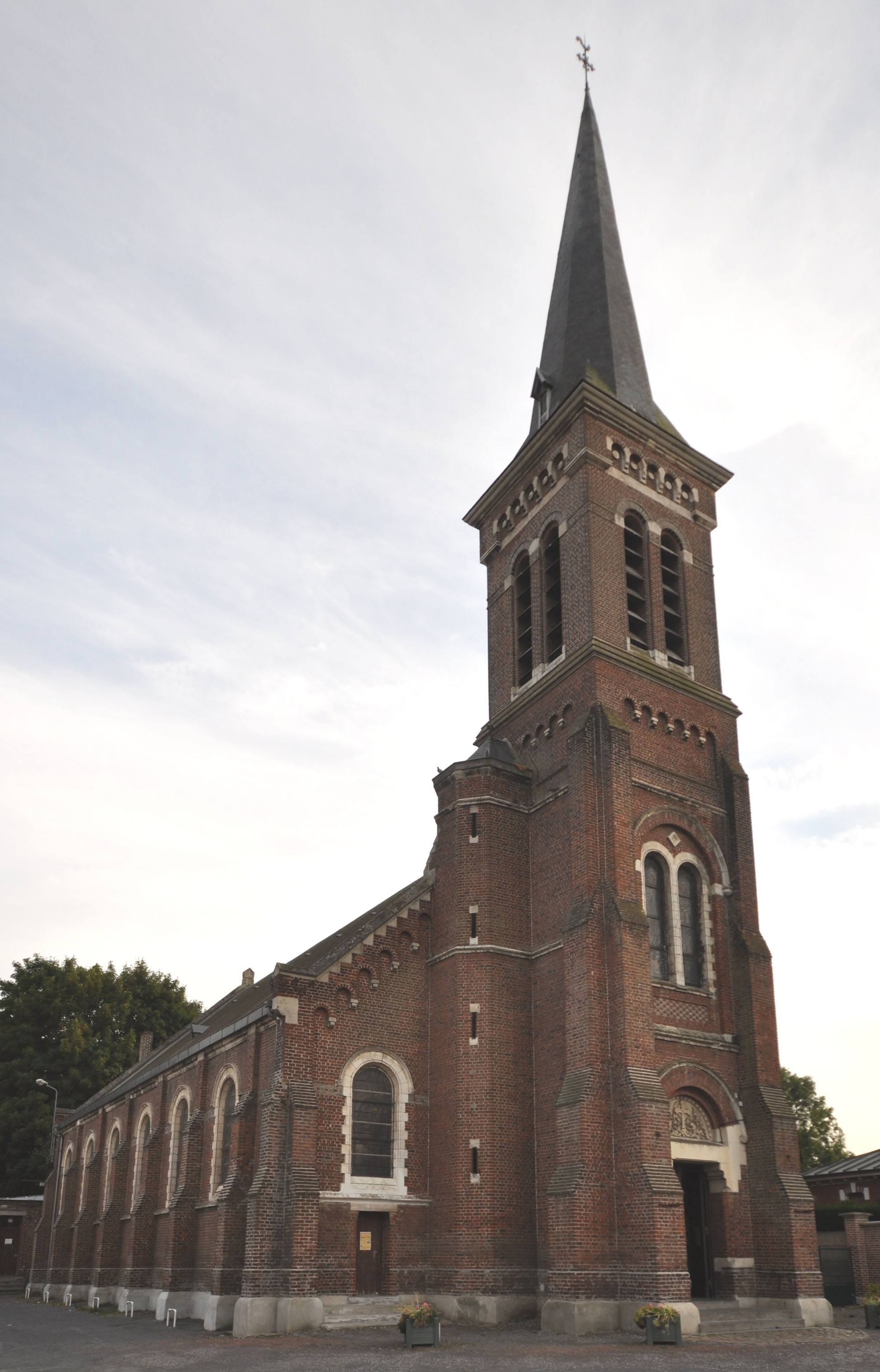
L'église Saint-Léger.
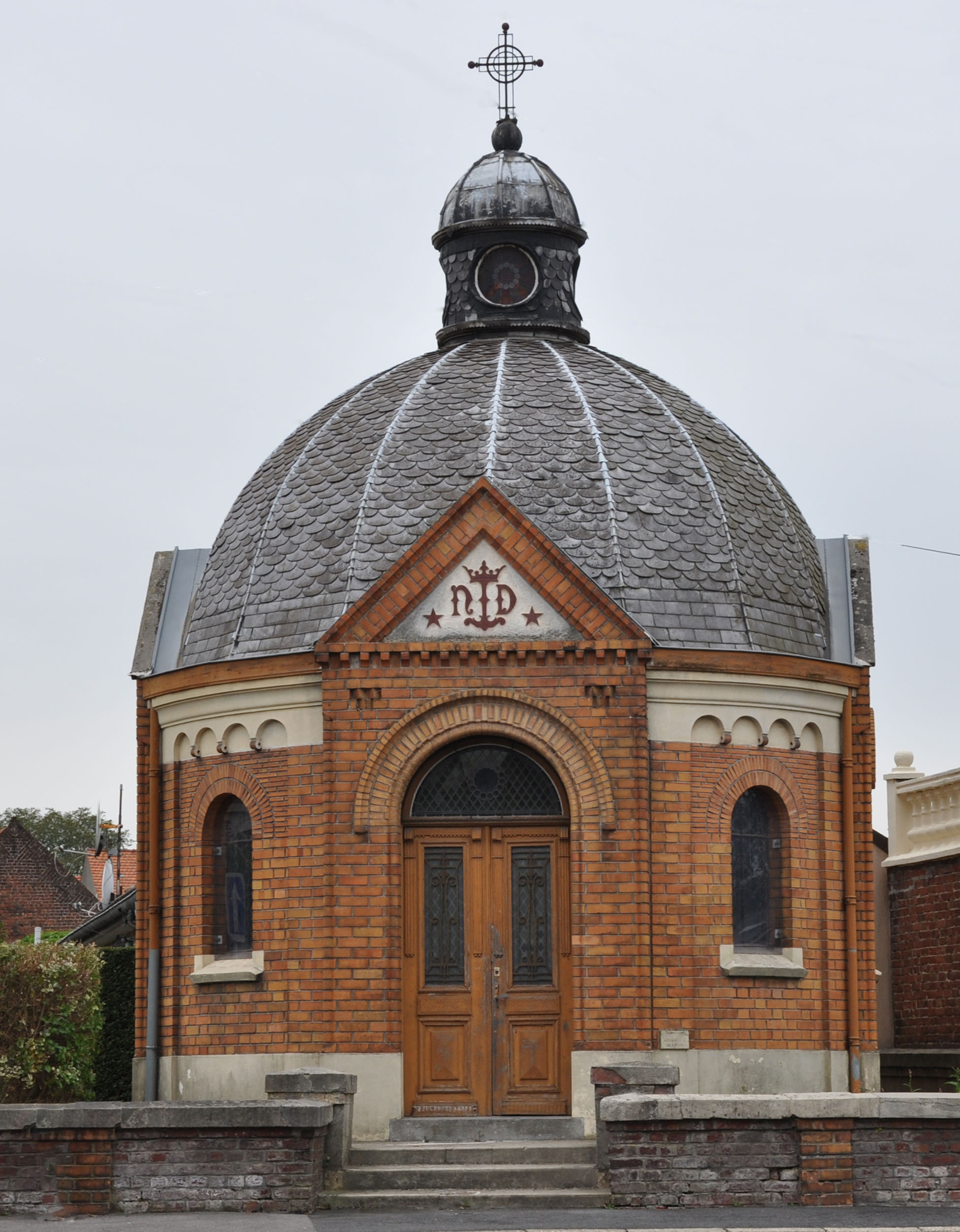
Chapelle Notre Dame-de-Lourdes.

### Personnalités liées à la commune

#### Seigneurs d'Allouagne
- Antoine Ier d'Assignies, (famille d'Assignies), chevalier, avoué de Thérouanne, seigneur d'Allouagne, Venchy, mestre de camp de cavalerie sous Charles Quint.
- Antoine II d'Assignies, fils d'Antoine Ier, chevalier, seigneur d'Allouagne, lieutenant général des hommes d'armes des Pays-bas[22].
- Jean-Baptiste d'Assignies, chevalier, seigneur de Venchy, Allouagne, Bellefontaine, Escouflons, Saint-Martin-sur-Cogel, avoué de Thérouanne, jouit sans compter la terre de Venchy, d'un revenu de 15 000 livres de rentes. En octobre 1676, la terre de Venchy est érigée en marquisat à son profit : Venvhy représente 281 mesures (environ 126 hectares), de terres labourables, prairoes, pâtures, un moulin. Plusieurs fiefs en relèvent, elle possède toute la justice seigneuriale  et procure un revenu de 3000 livres[22].

#### Autres personnages
- Charles-Joseph Delrue, né en 1758, homme politique.
- Oscar Deprez (1923-1947). Jeune résistant pendant la guerre, entre à l'école des enfants de troupe à Tulle. Jeune aspirant en Indochine, ses actions lui valent des citations signées par le général Salan. Est tué en septembre 1947, à la tête de sa section quelques semaines avant son retour en France. Il est enterré en Indochine.
- Jules Pruvost, l'un des fondateurs avec Jules Catoire et Joseph Sauty du syndicat libre CFTC. C'est chez ses parents, au café L'Espérance qu'eût lieu la première réunion fondatrice du syndicat.
- Léon Carnez (1944-2007). Ancien mineur décédé en Haute-Savoie (74).
- Georges Richard (1893 à Paris - 1963 à Nice), élu maire d'Allouagne en 1919 est député du Pas-de-Calais (1919 à 1924), puis du Loir-et-Cher (1924 à 1932), trésorier-payeur général des pays d'outre-mer (Djibouti, Laos et Togo). Il est nommé maire du Burgaud en 1944, et termine sa carrière en 1951 comme trésorier général de l'Indochine. Il est de nouveau élu maire d'Allouagne en 1953. Il est médaillé de la résistance et chevalier de la Légion d'honneur.
- Étienne Laisné, athlète finaliste aux 50 km marche des Jeux olympiques d'été de 1936, à Berlin.

### Héraldique
| Armes d'Allouagne | Les armes d'Allouagne se blasonnent ainsi : D’azur à la fasce crénelée d’or de quatre pièces. |

## Pour approfondir

#### Bases de données, dictionnaires et encyclopédies
- Ressources relatives à la géographie :   - Insee (communes)
  - Ldh/EHESS/Cassini
- Ressource relative à plusieurs domaines :   - Annuaire du service public français
- Notices d'autorité :   - VIAF
  - BnF (données)
  - GND